# Idéal Club Marocain
LIdéal Club Marocain en abrégé ICM ou tout simplement l'Idéal, est un ancien club de football de la ville de Casablanca, au Maroc. Les couleurs du club sont le bleu et le rouge. L'équipe évoluait au sein de la Ligue du Maroc de Football Association, il disparut en 1966, quelques années après l'indépendance du pays.
Ce club prestigieux à l'époque du protectorat français représentait les résidents espagnols et sud-américain qui habitait à Casablanca. Il était aussi considéré comme un club formateur de jeunes joueurs qui évoluaient au sein de la Ligue du Maroc.
Les autres sections ont conservé le nom du BUS contrairement à l'équipe de football qui se nommait l'Idéal.
Le club omnisports possédait également une section de basket-ball, deux fois championne, (masculine et féminine), une section d'athlétisme, de hockey, de volley-ball et même de la boxe.

## Histoire

### Fondation et débuts
Le club a été fondé en 1927 par Mr Mougin à l'époque du protectorat français du Maroc, au début des années vingt du vingtième siècle par un certain nombre d'employés français de la Banque d'État du Maroc et de la communauté européenne vivant dans le quartier de Benjdia à Casablanca.
Au début le club se nommait Banque Union Sport (BUS) et la section football fut la première section du club omnisports. Lorsque la B.U.S Football fut créée, elle fonctionnait uniquement avec des équipes de jeunes : Minimes, Cadets et Juniors. À cette époque, le club était  présidé par Mr Mougin et Mr Letang en tant que secrétaire. Le club portait le bleu ciel et le blanc. Parmi les fondateurs du club Albert Benaim, comptable à la Banque d’État du Maroc.
Le club jouait ses rencontres au Camp Turpin sur un terrain appartenant à la Compagnie Algérienne et loué pour le franc symbolique à l'équipe après l'intervention de Mr Andreo, un des fondateurs, membre du comité et qui était cadre supérieur de la Compagnie Algérienne.
Au camp Turpin, le terrain était entouré d’une barrière en planches. Doté d’un vestiaire, une famille d’origine espagnole logée sur place en était les gardiens.
La section football de la B.U.S fut probablement la 1re section de ce club omnisports. Jeannot Navarro, dont le père Joseph fut footballeur à la B.U.S en cadet durant la saison sportive 1928-1929, avait expliqué comment la section football de la B.U.S est devenue IDEAL CLUB MAROCAIN : « Lorsque la B.U.S football fut créée, elle fonctionnait uniquement avec des équipes de jeunes : Minimes, Cadets, Juniors. Après 7 à 8 ans d’existence, la section football disparut pour devenir le Real Club Marocain pendant 2 ans, puis l''’Idéal Club Marocain. Mr Mougin fut Président de la section football de la B.U.S et Mr Letang (père de Serge Letang) secrétaire, Mr Morand fut aussi Président et sélectionneur de l’équipe du  Maroc. Le maillot de la B.U.S était bleu ciel avec un liseré blanc, culotte noire, bas bleu et blanc » .

### Âge d'or «l'Idéal»
Après 7 ans d’existence, seul le club de la section football se nommera le Real Club Marocain entre 1933 et 1934, puis il devient L’Idéal Club Marocain en 1934.
Au cours des premières années, il a réussi à se tailler une place parmi l'élite et a pu être un rival pour les clubs de l'Union Sportive Marocaine et l'Union sportive athlétique.
Dans la saison 1935-1936, l'équipe accède à la division pré-honneur, avec un effectif qui se composait de jeunes joueurs tel (Mascia, le gardien Wurs, Monthe, Succera, Rizo, Molla, Morand, Chakour, Mansour, Navarro, Piedemente)
En coupe du Maroc, l'Idéal atteignent la finale en 1935, mais s'inclinent sur le fil face au RC Marocain. Au cours de ce match, Benbarek est impressionnant et la presse marocaine le couvre d'éloges. Dans la foulée, il est sélectionné pour la première fois avec l'équipe « régionale » du Maroc qui affronte son homologue de la Ligue algérienne d'Oran.

### Le forfait général
Le 17 avril 1944, sous le journal "Petit Marocain", au cours de sa derrière réunion, le conseil de la Ligue Marocaine de football a décidé de déclarer forfait général l'Idéal qui a fait jouer, le 10 avril 1944 trois joueurs non qualifiés. En outre, le président de la section de football et les trois joueurs non qualifiés sont suspendus jusqu'au 31 décembre 1944.

### Retour aux compétitions
Après quatre années de critérium dues au déclenchement de la Seconde Guerre mondiale, l'Idéal participe à la première saison de la Ligue après sa reprise et s'était en 1946-1947.
Le club se situa à la dixième place en cette saison après des matches barrages pour classer les clubs qui avaient le même nombre de points.
La saison 1949-1950, a connu la relégation de l'ICM à la deuxième division.
Mais sa présence en D2 ne va pas durer plus qu'une saison puisqu'en 1951, L'Idéal remporte le championnat Pré-Honneur, et accède en compagnie de son dauphin, le FUS de Rabat à la première division du Championnat.
Quelques années avant l’indépendance en 1956, le siège du club a été transformé de Benjdia au quartier de Bourgogne , avant que les monuments du club ne soient effacés et transformés en stade portant le nom de l'Idéal et qui est confié actuellement au ministère marocain de la Jeunesse et des Sports.
En janvier 1959, à la suite de négociations entre l'État marocain et l'État français, le Maroc récupère son privilège d’émission. La Banque d'État du Maroc disparait et le club de l'Idéal va donc également disparaître.

## Palmarès
Football
| Compétitions nationales |
| --- |
| - Botola Pro2 (2) - Champion : 1945, 1951 - Coupe (Ligue du Chaouïa) (1) - Vainqueur : 1946 - Botola Amateurs1 (1) - Champion : 1939 - Coupe du Maroc - Finaliste : 1935 |

| Compétitions nationales                                | Compétitions amicales                                        |
| ------------------------------------------------------ | ------------------------------------------------------------ |
| - Championnat du Maroc - Juniors (1) - Champion : 1932 | - Coupe du Jeune Footballeur - Cadets (1) - Vainqueur : 1929 |

Basketball
| Compétitions nationales                                         | Compétitions internationales                       |
| --------------------------------------------------------------- | -------------------------------------------------- |
| - Botola Pro (2) - Champion : 1946, 1956 - Vice-champion : 1942 | - Ligue des champions de l'ULNA - Troisième : 1946 |

Volleyball
| Compétitions nationales                               |
| ----------------------------------------------------- |
| - Botola d'Ex (4) - Champion : 1946, 1952, 1959, 1961 |

## Personnalités

### Présidents
- Mr Mougin
- Mr Morand
- Mr Molla

### Entraîneurs
L'Idéal CM était entraîné par un l'entraîneur espagnol Muñoz puis un marocain nommé El Houcine.

### Joueurs emblématiques
Parmi les premières générations formé par le club au début des années trente, des joueurs européens de différentes nationalités : Mascia, Recio, Antoine Escobar, Cerdan, Cyril Alonso, André Parra, Ben Barek, Paul Pedemonte, Font, Joseph Navarro, Alarcon, Chakouri (avocat à la Cour Suprême de Casablanca), qui formait une équipe junior qui devint championne du Maroc rapidement.
Navarro, Alonso, Chakouri et Parra seront les premiers sélectionnés en équipe de la Chaouia et du Maroc.
Plusieurs joueurs vont rejoindre cette génération de l'Idéal en Ligue du Maroc (Pré-honneur), comme Langeloti, Gonzalèz, Pardo, Ceralbo, Alarcon, Andréo et l'espagnol Murtos.
Beaucoup de footballeurs marocains (indigènes) ont évolué dans le club, comme la légende Larbi Benbarek, surnommé La Perle Noir ainsi que Krimo, Chakouri, Hamid, Mansour et Daoudi Ben Maati, qui rejoindra le Wydad puis deviendra le premier capitaine de l'histoire du fameux Raja de Casablanca ainsi que Abdelkader Jalal, ancien entraîneur du même club, qui ont été formés par l'Idéal, à la même période pendant laquelle la légende franco-marocaine de la boxe Marcel Cerdan jouait au club en tant que footballeur depuis l'âge de 14 ans.
Joseph Navarro fut le premier joueur du club à porter le maillot de la sélection du Maroc en 1938 et c'était à l'occasion du tournoi des ligues nord-africaines à Alger. Il le portera 12 fois.
La figure emblématique du club reste Larbi Benbarek, qui lors de son tout premier match sous les couleurs des jaunes, Larbi affronte la redoutable formation de l'USM de Casablanca. Refusant les chaussures à crampons dont il n'a pas l'habitude, il joue en savates. Il marque deux fois au cours de cette partie et aide activement l'Idéal à s'adjuger une bonne 3e place en championnat.
L'USM de Casablanca le recrute alors en lui fournissant un travail de pompiste puis il rejoint l'Olympique de Marseille et l'Atlético de Madrid.
- Abdelkader Jalal
- Daoudi Ben Maati
- Krimou
- Larbi Benbarek
- Joseph Navarro
- Marcel Cerdan

## Stade
le Stade de l'Idéal surnommé terrain Al biyada, était l'un des plus grands champ de jeu en superficie au Maroc. La texture de sa terre était toute blanche, contrairement à tous les terrains populaires qui l'entouraient et qui avaut une terre rouge et vive (Argile).

## Image et identité

### Couleurs et évolution du blason
Le club dont la devise était " Si tu n'aime pas ta mère, tu n'aimes pas l'Idéal " , il portait le bleu ciel avant d'ajouter le rouge, l'Idéal alors portait des maillots rouges et bleus.
Trois équipes portent le même nom comme  SC Ideal en Portugal et Ideal SC (en) dans l'île de Montserrat et aussi dans l'Algérie le club Idéal Tighennif.